# Liste des béatifications prononcées par Jean XXIII
Cette page dresse la liste des personnes béatifiées par le pape Jean XXIII.
C'est au terme d'une rigoureuse enquête canonique, qui aboutit à la reconnaissance d'authenticité d'un miracle attribué à l'intercession d'un vénérable, que le pape seul à la capacité de signer le décret de béatification.
Jusqu'au pape Benoît XVI, ce sont les Souverains-Pontifes qui célébrent la messe de béatification dans la Basilique Saint-Pierre de Rome. Les festivités pouvaient s'étendre sur plusieurs jours, attirant plusieurs  milliers de fidèles.
Au cours de son pontificat le pape Jean XXIII a proclamé 5 nouveaux bienheureux, comme modèles évangéliques pour les croyants. 3 religieuses, 1 religieux, 1 prêtre.

## Béatifications
| N° | Image | Bienheureux                 | Date de béatification | Lieu de béatification                   | Informations |
| -- | ----- | --------------------------- | --------------------- | --------------------------------------- | --- |
| 1. |       | Hélène Guerra               | 26 avril 1959         | Basilique Saint-Pierre, Cité du Vatican | (1835-1914), religieuse, fondatrice des Oblates du Saint-Esprit. Le pape Jean XXIII l’a surnommée « l’apôtre de l’Esprit Saint ».                |
| 2. |       | Marie-Marguerite d'Youville | 3 mai 1959            | Basilique Saint-Pierre, Cité du Vatican | (1701-1771),religieuse, fondatrice des Sœurs de la Charité de Montréal, communément appelées Sœurs Grises (canonisée le 9 décembre 1990).        |
| 3. |       | Innocent de Berzo           | 12 novembre 1961      | Basilique Saint-Pierre, Cité du Vatican | (1844-1890), religieux capucin, qui s'illustra par une parfaite charité dans la diffusion de la parole de Dieu et dans l'écoute des confessions. |
| 4. |       | Elizabeth Ann Seton         | 17 mars 1963          | Basilique Saint-Pierre, Cité du Vatican | (1774-1821), fondatrice des Sœurs de la charité de Saint Joseph à Baltimore (canonisée le 13 septembre 1975).                                    |
| 5. |       | Louis Marie Palazzolo       | 19 mars 1963          | Basilique Saint-Pierre, Cité du Vatican | (1827-1886), prêtre italien, fondateur de la congrégation religieuse des sœurs des pauvres de Bergame (canonisé le 15 mai 2022).                 |